# 対心理情報課程
対心理情報課程（たいしんりじょうほうかてい）は、陸上自衛隊調査学校に設けられていた教育課程の一つ。1959年の開講当初は特殊部隊を意味するSF課程（英語: Special Forces）、その後日本語名を直訳したCPI課程（英語: Counter Psychological intelligence）と通称された。そして1974年より心理戦防護課程（DPO課程）と改称されており、少なくとも1990年代まではこの名称で継続されていた。

## 概要
陸上自衛隊情報学校は、1952年1月に設置された警察予備隊総隊学校5部を起源とする。警察予備隊から保安隊への改編に伴って同年10月には保安隊業務学校に改編され、保安隊から陸上自衛隊への改編に伴って1954年7月に陸上自衛隊業務学校となり、9月に調査学校として独立した。その後、2001年の制度改正によって再び業務学校と統合されて小平学校となったが、2018年に再び情報学校として独立したものである。
保安隊業務学校の時点で、既に旧陸軍中野学校の教官を招聘して特別情報課程が開講されていた。そして、1956年に学校長に就任した藤原岩市陸将補の指導下で、1959年に開講されたのが本課程である。
調査学校の教科は、入校者の階級に応じて、幹部課程と陸曹課程に大別される。対心理情報課程は幹部課程の一つとされ、「陸上自衛隊の学校における教育訓練に関する訓令」では、「敵後方地域等で情報の獲得や遊撃活動等に任ずる幹部を育成する」と規定されていた。このように、教育内容は単なる心理戦にとどまらず、潜入訓練や遊撃戦まで含む総合的な特殊作戦を扱っており、当初は、アメリカ陸軍特殊部隊のように、情報理論に基づき、情報収集から特殊工作活動まで行える特殊作戦部隊の育成を想定していた。実地訓練として、山谷のようなドヤ街への潜入や、甲府盆地が敵に占領されたと想定した総合訓練も行われた。ただし教官や資料類などは中野学校を踏襲した部分が多かったため、後にはアメリカ式というより中野学校式に近い方向に傾斜し、三島事件とも関連して政治問題化した。
なお、陸上幕僚監部でヒューミントを担当した第二部特勤班（陸幕二部別班）は本課程の修了者がほとんどを占めていたが、実務経験が乏しいものが多く理論が先行しがちで、また情報戦よりは心理戦に重点を置いた教育内容だったこともあり、非修了者からの評価は高くなかった。